# 미무라 타카요
미무라 타카요(일본어: 三村 恭代, 1985년 9월 25일~)는 일본의 배우이다.

## 작품 목록

### 영화
- 고독한 행성 (2011년)
- 소름 5 (2009년)
- 린다 린다 린다 (2005년) - 린코 역
- 양키-모교로 돌아오다 (2003년)
- 칠석의 여름 (2003년) - 키가와 레이코 역
- 해충 (2001년)
- 배틀로얄 (2000년)